# Máriapócs
Máriapócs város Szabolcs-Szatmár-Bereg vármegye Nyírbátori járásában. Népessége alapján a megye és az Észak-Alföld legkisebb városa.

## Fekvése
A vármegye és a Nyírség tájegység déli részén helyezkedik el, Budapesttől mintegy 280, a megyeszékhely Nyíregyházától 30 kilométerre. Az egyházi közigazgatás tekintetében a Nyíregyházi Egyházmegye területéhez tartozik.

### Megközelítése
Legfontosabb közúti megközelítési útvonala a Nyíregyháza-Nyírbátor közti 4911-es út, ezen érhető el mindkét végponti város irányából. Ófehértóval a 4927-es, Kislétával és Nyírbogáttal a 4929-es út köti össze.
A hazai vasútvonalak közül a települést a Nyíregyháza-Nyírbátor–Mátészalka–Zajta vasútvonal érinti, melynek egy megállási pontja van itt. Máriapócs vasútállomás a falutól és templomától mintegy 3 kilométerre délre helyezkedik el.

## Története

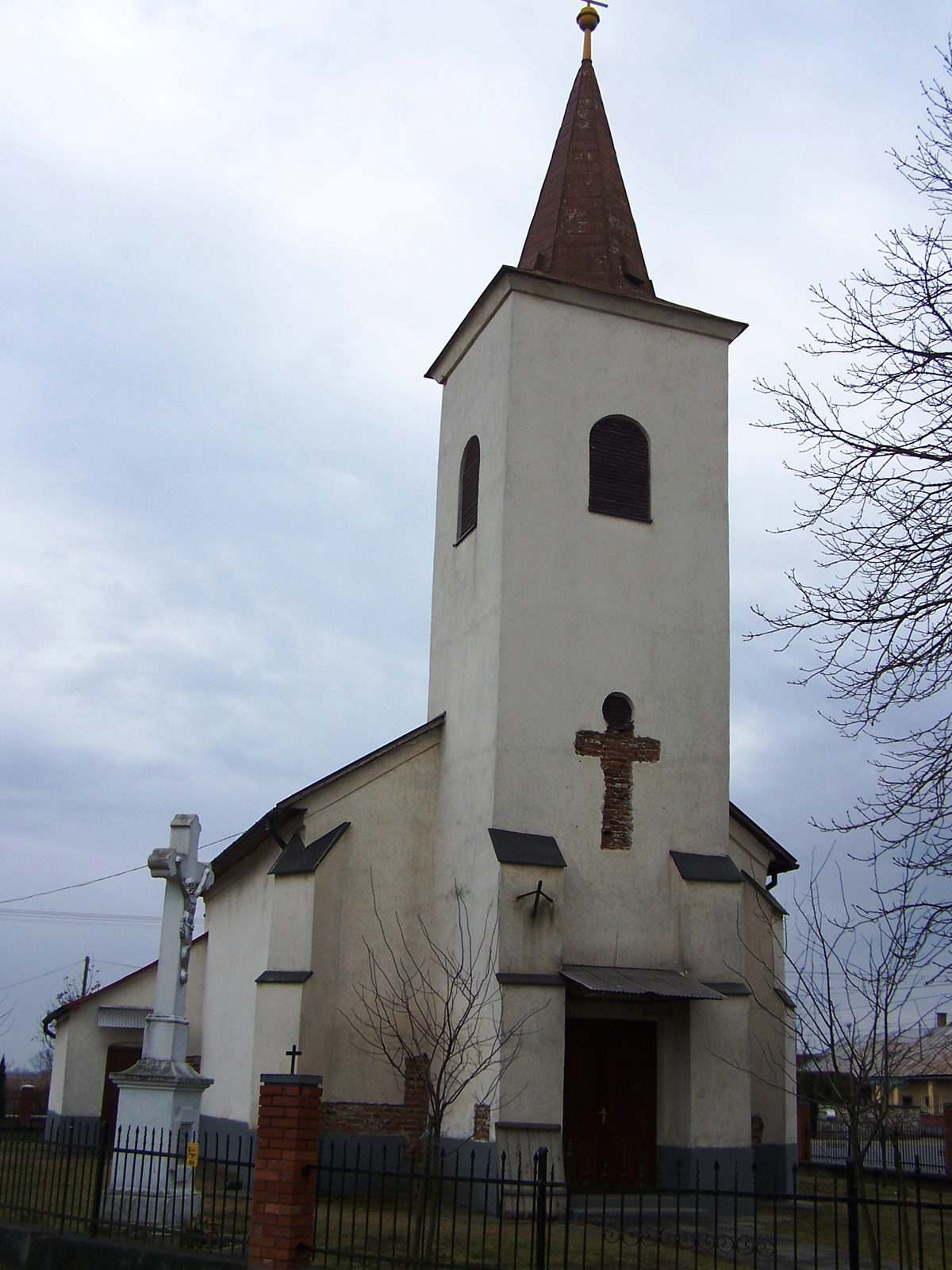
A római katolikus műemléktemplom

A Pócs a Paulus (Pál) név magyar származéka. A nyelvészek következtetése szerint Pócs a vármegye első településcsoportjához tartozhatott. A név Mária előtagja a 18. században került hozzá, a községben lévő Mária-kegyhelyre utalásként. 
Pócs nevét az oklevelek 1280-ban említik először, birtokosai ez idő tájt a Hontpázmány nemzetség tagjai lehettek, akik a település birtokjogáért pereskedtek. 1300-as évek elején a Gutkeled nemzetség birtokaként említik. 1354 táján az Ecsedi vár birtokai közé tartozott. Az 1600-as években a Báthori-család tagjainak birtokaként szerepel.
A későbbiekben a királyi család tagjai és a Rákóczi-család is birtokosa volt Pócsnak. 1696-ban templomában könnyező Szűz Mária ikon hozta meg Pócs hírnevét. 1724-ben gróf Károlyi Sándor és a Szennyei család szerzett itt részbirtokot.
A kegykép számára és a felélénkülő búcsújárás szolgálatára 1731 és 1749 között felépült a mai Szent Mihály-templom és a Nagy Szent Vazulról elnevezett bazilita kolostor. Ők voltak a kegyhely gondozói egészen 1950-es szétszóratásukig.
1749-ben telepedtek le itt a bazilita szerzetesek, s kezdték meg rendházuk építését. A monostor a görögkatolikusok művelődési és oktatási központjává vált, s az itteni tanítóképző majdnem egy évszázadig képzett itt kántortanítókat.
1758-ig a bazilita rendnek engedte át birtokrészét Károlyi gróf. 1816-tól 1872-ig vásártartási joggal rendelkező mezőváros volt. 1991. augusztus 18-án II. János Pál pápa is idelátogatott, ekkor keleti rítusú misét is pontifikált magyar nyelven, a kegytemplom mellett felállított szabadtéri oltárnál 150 000 hívő jelenlétében.
A település 1993-ban újra visszakapta városi rangját.

## Közélete

### Polgármesterei
- 1990–1994: Palóczy Lajosné (független)[4]
- 1994–1998: Palóczy Lajosné (független)[5]
- 1998–2002: Palóczy Lajosné (független)[6]
- 2002–2006: Nagy György (független)[7]
- 2006–2010: Palóczy Lajos Elekné (független)[8]
- 2010–2014: Papp Bertalan (Fidesz–KDNP)[9]
- 2014–2019: Papp Bertalan (Fidesz–KDNP)[10]
- 2019–2024: Papp Bertalan (Fidesz–KDNP)[11]
- 2024– : Papp Bertalan (Fidesz–KDNP)[1]

## Népesség
A település népességének változása:
| Lakosok száma | 2155 | 2146 | 2153 | 2036 | 1887 | 1888 | 1822 |
|               | 2013 | 2014 | 2015 | 2021 | 2022 | 2023 | 2024 |

2001-ben a város lakosságának 96%-a magyar, 4%-a cigány nemzetiségűnek vallotta magát. Ekkor lakosainak száma 2277 fő volt, ebből helyben foglalkoztatott 1240 fő.
A 2011-es népszámlálás során a lakosok 89,6%-a magyarnak, 9% cigánynak, 0,2% németnek, 0,3% románnak, 2% ruszinnak mondta magát (10,4% nem nyilatkozott; a kettős identitások miatt a végösszeg nagyobb lehet 100%-nál). A vallási megoszlás a következő volt: római katolikus 25,2%, református 4,7%, görögkatolikus 53,1%, felekezeten kívüli 4,3% (12,4% nem válaszolt).
2022-ben a lakosság 91,1%-a vallotta magát magyarnak, 6,4% cigánynak, 3,7% ruszinnak, 0,7% ukránnak, 0,3% románnak, 0,2-0,2% görögnek, szlováknak és németnek, 0,1-0,1% horvátnak és lengyelnek, 1,8% egyéb, nem hazai nemzetiségűnek (8,5% nem nyilatkozott; a kettős identitások miatt a végösszeg nagyobb lehet 100%-nál). Vallásuk szerint 16,9% volt római katolikus, 6% református, 44,9% görög katolikus, 0,5% ortodox, 0,3% egyéb keresztény, 0,1% evangélikus, 3,2% felekezeten kívüli (27,6% nem válaszolt).

## Testvérvárosai
- Torino, Olaszország

## Nevezetességei
Máriapócs világszerte ismert Máriapócs Nemzeti Kegyhely; a hírnevét a görögkatolikus máriapócsi kegytemplomnak köszönheti. Nevezetessége még a Bazilita Gyűjtemény Dudás Miklós görögkatolikus püspök szülőházában. A településen található egy turulszobor is.
2015-ben átadták a többek között a zeneiskola évente megrendezésre kerülő Művészeti Gálája megtartására alkalmas Kulturális Központot.

## Ismert személyek
- Itt született 1885-ben Gergelyffy András jogász, a nagykállói járás főszolgabírója (1919–1935), országgyűlési képviselő (1935–1944).